# 金勇佑
金 勇佑（キム・ヨンウ、朝鮮語: 김용우、1961年 - ）は、大韓民国の軍人。陸軍参謀総長、合同参謀本部戦略企画本部長などを歴任した。最終階級は陸軍大将。陸軍士官学校（39期）卒業。2022年大韓民国大統領選挙では尹錫悦陣営の選挙キャンプに参加した。

## 経歴
1961年に全羅南道長城郡で生まれた。光州第一高等学校、陸軍士官学校（39期）卒業。2010年12月16日に准将に昇進し、国防部政策企画課長、政策企画次長、第9歩兵師団長、合同参謀本部民軍作戦部長、合同参謀本部新連合防衛体制推進団長を歴任。2015年4月には中将に昇進し、第1軍団長に任命された。2016年10月17日に合同参謀本部戦略企画本部長に任命された。
2017年8月8日には大将に昇進し、陸軍参謀総長に任命された。この人事により文在寅政権高官の中で、光州第一高等学校出身者が陸軍参謀総長の金の他に、李洛淵国務総理・金相坤社会副首相兼教育部長官・金瑛録農林畜産食品部長官・文武一検事総長の5人が占めることになったことから、自由韓国党の羅卿瑗議員が「光州第一高等学校政権」と発言するなど、湖南地域偏重の人事が指摘されている。同年9月19日に訪韓したマーク・ミリーアメリカ統合参謀本部議長・山崎幸二陸上幕僚長と対北朝鮮核・ミサイルなどについて協議し、9月20日には尤海濤人民解放軍陸軍副司令員とTHAADミサイル配備などの懸案について会談した。2018年9月11日には国防部長官に転じた鄭景斗の後任として合同参謀本部議長に内定したとの報道が出たが、実際には朴漢基第2作戦司令官が指名された。同年11月7日に陸軍初の兵士主導セミナーに参加し、陸軍政策について兵士たちと討論した。2019年3月20日に訪中し、韓中間の軍事交流などについて許其亮中華人民共和国中央軍事委員会副主席と会談した。同年4月16日に徐旭が陸軍参謀総長に任命されたことにより、退任した。
2020年8月には鄭景斗国防部長官の後任候補として名前が挙がったが、徐旭が任命された。2021年8月28日には2022年大韓民国大統領選挙への出馬を表明している尹錫悦の選挙キャンプから「未来国防革新4.0特別委員会」の共同委員長に李旺根前空軍参謀総長と共に任命された。文在寅政権下で陸軍参謀総長を務めた金が尹錫悦の選挙キャンプに参加したことに対し、共に民主党の尹建永議員から批判を浴びた。3月9日に尹が大統領に当選すると、国防部長官候補として名前が挙がるが、李鐘燮が指名された。